# Paramacroxiphus armatus
Paramacroxiphus armatus är en insektsart som beskrevs av Sigfrid Ingrisch 2008. Paramacroxiphus armatus ingår i släktet Paramacroxiphus och familjen vårtbitare. Inga underarter finns listade i Catalogue of Life.